# Laccophilus schwarzi
Laccophilus schwarzi is een keversoort uit de familie waterroofkevers (Dytiscidae). De wetenschappelijke naam van de soort is voor het eerst geldig gepubliceerd in 1917 door Henry Clinton Fall. De soort komt voor in Virginia en Maryland. Ze is genoemd naar de oorspronkelijke vinder, Mr. Schwarz uit Bladensburg, Maryland.